# Déclaration d'indépendance de la Belgique

Carte des dix-sept provinces composant le royaume uni des Pays-Bas et dont les huit provinces méridionales proclamèrent leur indépendance sous le nom de « Belgique » le 4 octobre 1830. Le Luxembourg étant et demeurant possession personnelle du roi des Pays-Bas.

La déclaration d'indépendance de la Belgique désigne les deux textes promulguant la sécession des huit provinces méridionales du royaume uni des Pays-Bas sous le nom de « Belgique », à la suite de la révolution belge entamée le 25 août 1830.
Elle est d'abord proclamée de manière unilatérale par le Gouvernement provisoire au travers d'une déclaration d'indépendance, le 4 octobre 1830, puis est ensuite ratifiée officiellement le 18 novembre 1830 par un décret du Congrès national. Elle est plus tard inscrite dans la Constitution belge lors de son adoption le 7 février 1831.
L'indépendance et la neutralité de la Belgique est reconnue par le protocole n° 11 de la conférence de Londres, en date du 20 janvier 1831. Celle-ci regroupe alors les cinq grandes puissances européennes de l'époque : l'Autriche, la France, la Prusse, le Royaume-Uni et la Russie. Il faudra cependant attendre la fin de la guerre belgo-néerlandaise (convention de Zonhoven du 18 novembre 1833) puis la signature du traité des XXIV articles, le 19 avril 1839, pour que les Pays-Bas la reconnaissent à leur tour.

## Contexte

### Naissance du royaume uni des Pays-Bas
Après la révolution française de 1789, les troupes révolutionnaires de la Première République envahissent, entre autres, le Bénélux actuel (composé grosso modo des Pays-Bas autrichiens, de la principauté de Liège et des Provinces-Unies). Les territoires sont intégrés à ce qui devient rapidement le Premier Empire français sous Napoléon Bonaparte qui y créé des départements. Parmi ceux-ci se trouvent les neuf départements réunis, qui forment les territoires de la Belgique et du Luxembourg, ainsi que la République batave qui est l'équivalent territorial des Pays-Bas actuels. 
Toutefois, après de la défaite française lors de la bataille de Waterloo le 18 juin 1815, l'Empire est démembré et les puissances européennes victorieuses (Royaume-Uni et Prusse en tête) décident de créer un nouvel État sur les anciens territoires conquis par la France. Celui-ci devra être assez puissant pour contrer les éventuelles nouvelles ambitions françaises sans toutefois dépasser la puissance des états vainqueurs. Ils choisissent donc de regrouper les anciens différents territoires sous une monarchie dont le souverain sera Guillaume Ier de la maison d'Orange-Nassau.
Le 15 mars 1815, le congrès de Vienne ratifie la création du royaume uni des Pays-Bas.

### Révolution et indépendance belge
Cependant, le mariage entre belges et néerlandais ne se passe pas comme prévu. Les premiers, majoritairement catholiques, se sentent opprimés par les « hollandais » majoritairement protestants, notamment sur le plan politique, alors qu'ils représentent la majorité de la population. De nombreuses discordes voient le jour, révélant de profondes disparités entre les deux peuples.
La révolution belge éclate le 25 aout 1830 à Bruxelles, lors de la représentation de la pièce de théâtre la Muette de Portici. C'est le début de la guerre belgo-néerlandaise. Dans ce contexte, l'indépendance est proclamée le 4 octobre 1830 par le gouvernement provisoire. Elle sera ensuite traduite dans le décret constitutionnel du 18 novembre 1830 garantissant l'indépendance nationale.

### Territoire

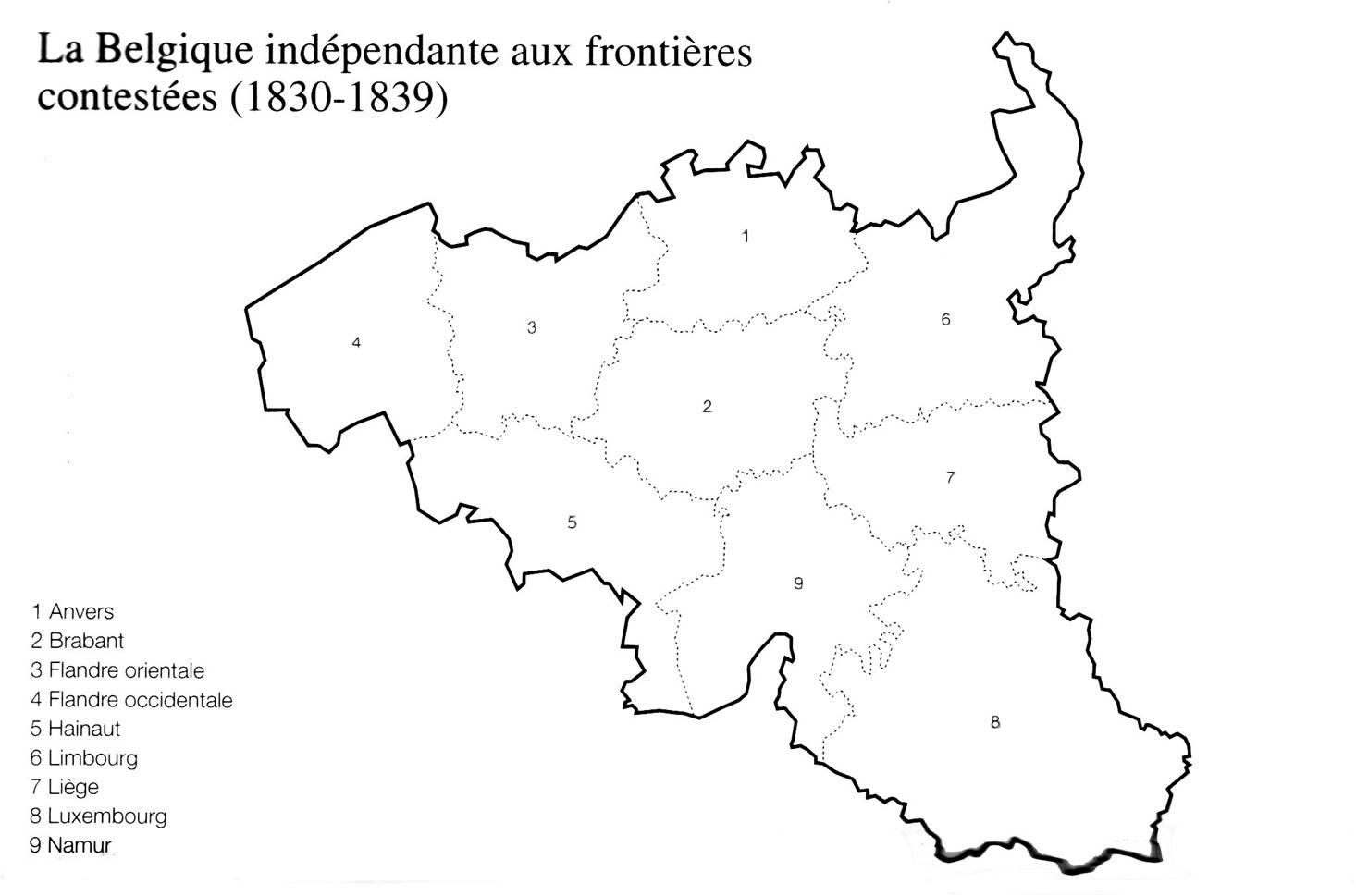
Le territoire belge tel que proclamé comme indépendant du royaume uni des Pays-Bas par le gouvernement provisoire de Belgique en 1830.

Les huit provinces sécessionnistes étaient les provinces d'Anvers, de Brabant, de Flandre-Occidentale, de Flandre-Orientale, de Hainaut, de Liège, de Limbourg et de Namur. Dès le 16 octobre 1830, soit douze jours après la déclaration d'indépendance, le gouvernement provisoire de Belgique annexe le grand-duché de Luxembourg, territoire qui était, à l'époque, une possession personnelle de Guillaume Ier d'Orange-Nassau, roi des Pays-Bas et grand-duc de Luxembourg.
Afin de définir les frontières de la Belgique, les cinq grandes puissances européennes (l'Autriche, la France, la Prusse, le Royaume-Uni et la Russie) se réunirent lors de la conférence de Londres et proposèrent d'abord le traité des XVIII articles le 26 juin 1831, mais il fut refusé par les Pays-Bas.
La séparation des deux états fut entérinée par le traité des XXVII articles le 15 novembre 1831. Il scindait alors le Grand-duché en deux, octroyant à la Belgique une neuvième province : la province de Luxembourg, en échange de quoi la province de Limbourg serait également scindée le long de la Meuse : la partie occidentale devenant le Limbourg belge et la partie orientale redevenant le duché de Limbourg, rendu à la confédération germanique en contrepartie de la perte du « Luxembourg occidental ». Mais les Pays-Bas s'opposèrent une nouvelle fois à la signature de ce traité et il fallut attendre le 19 avril 1839 et la signature du traité des XXIV articles pour que la Belgique ne prenne sa forme actuelle, son territoire étant alors bien différent que celui revendiqué par les révolutionnaires de 1830. Les territoires limbourgeois et luxembourgeois restant, jusqu'alors, administrés par la Belgique, à l’exception de la forteresse de Luxembourg et de celle de Maastricht, demeurant sous le contrôle de l'armée néerlandaise.
Restaient encore quelques contentieux le long de la frontière entre la Belgique et les Pays-Bas, qui furent réglés par le Traité de Maastricht le 8 aout 1843.

## La déclaration d'indépendance
La déclaration d'indépendance de la Belgique se fait par un arrêté pris par le Gouvernement provisoire en date du 4 octobre 1830 et stipule la sécession du royaume uni des Pays-Bas et la création du nouvel état. Il est suivi d'un arrêté du 20 octobre 1830 par lequel Guillaume Ier des Pays-Bas suspend son autorité législative et exécutive en Belgique et la représentation des provinces belges aux États généraux. À noter qu'un nouveau décret, rédigé le 24 novembre 1830, exclut à perpétuité la maison d'Orange-Nassau de tout pouvoir en Belgique.

### Texte
« Art. 1er. Les Provinces de la Belgique, violemment détachées de la Hollande, constitueront un État indépendant. 
 
Art. 2. Le comité central s'occupera au plus tôt d'un projet de Constitution. 
 
Art. 3. Un Congrès National, où seront représentés tous les intérêts des provinces, sera convoqué. Il examinera le projet de Constitution Belge, le modifiera en ce qu'il jugera convenable, et le rendra, comme constitution définitive, exécutoire dans toute la Belgique. »

## Le décret constitutionnel

### Texte

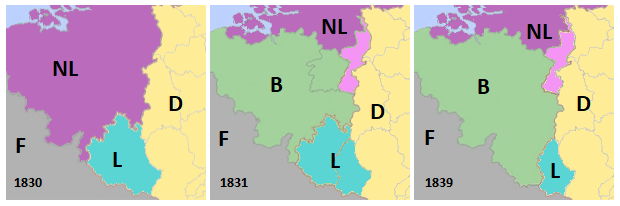
La précision du décret quant au Luxembourg tient au fait que le grand-duché de Luxembourg était alors une possession personnelle de la maison d'Orange-Nassau tout en étant également un membre de la Confédération germanique. Le territoire fut finalement scindé en deux lors du traité des XXIV articles en 1839 : la partie occidentale devient la neuvième province de Belgique (la province de Luxembourg) en échange de la scission de la province de Limbourg.

Le 18 novembre 1830, le gouvernement provisoire de Belgique adopte un décret constitutionnel stipulant que : 

« Au nom du peuple belge,
Le Congrès national de la Belgique proclame l'indépendance du peuple belge, sauf les relations du Luxembourg avec la Confédération Germanique. »

— Décret constituant

### Précision quant au Luxembourg et à la Confédération germanique
La précision quant au Luxembourg vient du fait qu'à l'époque, la province de Luxembourg n'existait pas : le grand-duché de Luxembourg était un territoire ne faisant pas partie du royaume uni des Pays-Bas mais étant une possession personnelle de la maison d'Orange-Nassau. La Belgique était donc constituée de huit provinces catholiques formant autrefois les Pays-Bas méridionaux : Anvers, le Brabant, la Flandre-Occidentale, la Flandre-Orientale, le Hainaut, Liège, le Limbourg (qui regroupait le belge et le néerlandais), et Namur.
C'est lors du congrès de Vienne que ce territoire luxembourgeois avait été créé et légué à Guillaume Ier en échange de la perte de plusieurs de ses principautés, absorbées par la Confédération germanique (également créée lors du même congrès et qui donnera naissance à l'unification allemande quelques décennies plus tard). Le roi des Pays-Bas portait donc aussi le titre de grand-duc du Luxembourg et ces deux territoires formaient une union personnelle. Cependant, le grand-duché de Luxembourg était également un membre de la Confédération, d'où la précision apportée au texte, mentionnant les relations entre ces deux entités.
Le 16 octobre 1830, en pleine guerre belgo-néerlandaise, le gouvernement provisoire proclame l'annexion du Grand-duché de Luxembourg par la Belgique, notamment à la suite de la participation luxembourgeoise à la Révolution belge. Malgré un premier traité signé dès 1831 (traité des XXVII articles), il fallut attendre 1839 pour que les Pays-Bas reconnaissent les nouvelles frontières de la Belgique imposées par la conférence de Londres et que la scission du Grand-duché de Luxembourg s’opère en échange de celle du Limbourg, via la ratification du traité des XXIV articles : la partie occidentale du grand-duché devenant la neuvième province de Belgique sous le nom de province de Luxembourg et la partie orientale restait propriété personnelle de Guillaume 1er.

### Controverse
Il y a aujourd'hui en Belgique une controverse sur la question de savoir si les décrets constitutionnels sont supra constitutionnels ou non, et donc, révisables ou non. Cette question concerne en particulier le décret du 24 novembre 1830.
La Cour de cassation, dans un arrêt de 1940 (Pasicrisie 1946), déclare que l'arrêté-loi du 11 octobre 1916 sur l'état de siège durant la première guerre mondiale concerne une menace extérieure et justifie la suspension de certaines libertés, ce qui ne contrarie pas l'article 187 de la Constitution, du fait de la supra-constitutionnalité de la déclaration d'indépendance. Un avis du Conseil d'État en 1952 sur un projet de loi relatif à l'attribution au Roi de pouvoirs extraordinaires en temps de guerre va aussi dans ce sens. Les juristes sont divisés envers ces raisonnements.
Il est cependant envisageable de comprendre la volonté qu'avaient les membres du Congrès national afin d'expliquer cette particularité. Beaucoup estiment que si ceux-ci ont édicté ces décrets en dehors de la Constitution proprement dite, c'est pour rendre ces deux règles non révisables par la procédure de l'article 195 de la Constitution. Il semble donc que ces normes doivent être considérées comme ayant une valeur supraconstitutionnelle.
Cette question concerne en particulier le décret du 24 novembre 1830 qui exclut à perpétuité de tous les pouvoirs en Belgique tous les membres de la  maison d'Orange-Nassau. Il semble néanmoins que cette controverse n'ait qu'un intérêt intellectuel car la jurisprudence belge a déjà admis la supériorité des normes européennes par rapport à toutes les normes de droit interne dans son arrêt « Le Ski » du 21 mai 1971 et il ne fait nul doute que la Cour européenne des droits de l'homme ou la Cour de justice de l'Union européenne condamnerait le décret du 24 novembre 1830 si l'application de ce dernier venait à priver une personne d'un emploi du seul fait de son appartenance à une famille.

## Reconnaissance internationale

### Conférence de Londres

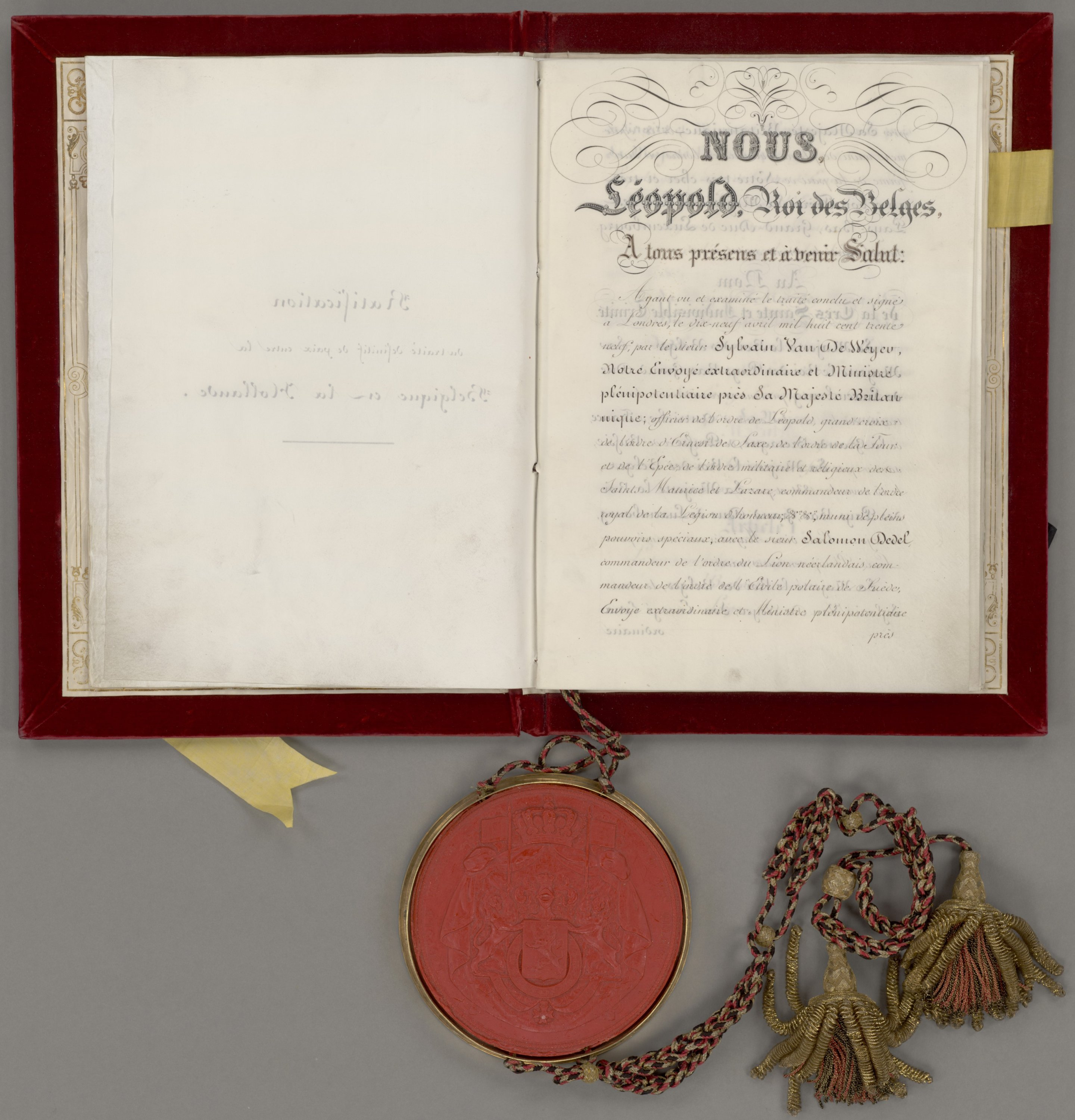
Les puissances européennes reconnurent le nouvel état belge dès le 20 décembre 1830 lors de la conférence de Londres, mais il fallut attendre la signature du traité des XXIV articles (image) le 19 avril 1839 pour que les Pays-Bas en fasse de même.

L’indépendance de la Belgique est reconnue officiellement le 20 décembre 1830 dans le protocole n°6 de la conférence de Londres qui regroupe l'Autriche, la France, la Prusse, le Royaume-Uni, la Russie. 
Cette reconnaissance est traduite dans le protocole n°20, comprenant six articles, signé le 20 janvier 1831, lors duquel la conférence proclame la neutralité et l’inviolabilité perpétuelle de la Belgique.

« Article 1.
Les limites de la Hollande comprennent tous les territoires , places, villes et lieux qui appartenaient à la ci-devant république des Provinces-Unies des Pays-Bas en l'année 1790.
Article 2.
La Belgique sera formée de tout le reste des territoires qui avaient reçu la dénomination de royaume des Pays-Bas dans le traité de 1815, sauf le Grand-duché de Luxembourg, qui, possédé à un titre différent par les princes de la maison de Nassau, fait et continuera à faire partie de la Confédération germanique.
Article 3.
Il est entendu que les dispositions des articles 108 jusqu'à 117 inclusivement, de l'acte général du Congrès de Vienne, relatives à la libre navigation des fleuves et rivières navigables seront applicables aux rivières et aux fleuves qui traversent le territoire hollandais et le territoire belge.
Article 4.
Comme il résulterait néanmoins des bases posées dans les articles 1 et 2 que la Hollande et la Belgique posséderaient des enclaves sur leurs territoires respectifs, il sera effectué par les soins des cinq cours tels échanges et arrangements entre les deux pays, qui leur assureraient l'avantage réciproque d'une entière contiguïté de possessions et d'une libre communication entre les villes et les fleuves compris dans leurs frontières.
Article 5.
La Belgique, dans les limites telles qu'elles seront arrêtées et tracées conformément aux bases posées dans les articles 1, 2 et 4 du présent protocole, formera un État perpétuellement neutre. Les cinq puissances lui garantissent cette neutralité perpétuelle, ainsi que l'intégrité et l'inviolabilité de son territoire dans les limites mentionnées ci-dessus.
Article 6.
Par une juste réciprocité, la Belgique sera tenue d'observer cette même neutralité envers tous les autres États, et de ne porter aucune atteinte à leur tranquillité intérieure ni extérieure. »

### Reconnaissance néerlandaise

La campagne des Dix-Jours discrédita grandement la Belgique, qui fut obligée de signer un nouveau traité l'amputant d'une partie du Limbourg et du Luxembourg : le traité des XXVII articles.

Après les protocoles, la conférence de Londres établit un premier traité qui  jette les bases de la séparation des deux états : le traité des XVIII articles, signé le 26 juin 1831 par les cinq grandes puissances mais pas par les Pays-Bas. 
En effet, Guillaume Ier souhaite récupérer son royaume et relance les hostilités de la guerre belgo-néerlandaise par la campagne des Dix-Jours dès le 2 aout 1831, soit un peu plus d'une semaine après la prestation de serment du nouveau roi des Belges, Léopold Ier de Saxe-Cobourg et Gotha. L'armée belge ne pouvant faire face aux forces armées néerlandaises, seule l'intervention d'une armée expéditionnaire française permet de repousser les néerlandais. La Belgique s'en voit alors gravement discréditée et se voit forcée de signer un nouveau traité le 15 décembre 1831 : le traité des XXVII articles. Celui-ci définit plus précisément la frontière entre la Belgique et les Pays-Bas mais réduit les frontières du nouveau royaume, qui voit le Limbourg et le Luxembourg être scindés et une partie d'entre-eux rendus à Guillaume Ier. 
Ce deuxième traité n'est toutefois pas respecté car les Pays-Bas, dont le roi prétend toujours retrouver l'intégrité de son royaume d'antan, refusent de le ratifier. La guerre belgo-néerlandaise s’achève finalement après la signature de la convention de Zonhoven le 18 novembre 1833, mais il faut encore attendre quelques années pour que Guillaume Ier ne reconnaissance l'existence de la Belgique dans une allocution tenue le 14 mars 1838.
Le 19 avril 1839, c'est par la signature d'un troisième traité, le traité des XXIV articles, que les Pays-Bas reconnaissent officiellement l'existence et l'indépendance de la Belgique, dont les frontières seront ancrées par la convention des Limites du 8 aout 1843.